# Librado Andrade
Librado Andrade Ornelas (* 2. September 1978 in Jesús del Monte, Guanajuato) ist ein ehemaliger mexikanischer Profiboxer im Supermittelgewicht.

## Karriere
Librado Andrade begann als Jugendlicher im kalifornischen La Habra mit dem Boxsport und wurde von Dave Martinez trainiert. Nach nur kurzer Amateurlaufbahn bestritt er sein Profidebüt am 14. August 1999 im Alter von 20 Jahren. Im November 2013 besiegte er den ehemaligen WBO-Herausforderer Leonard Townsend und gewann im März 2004 die Nordamerikameisterschaft der NABA durch einen Sieg gegen den ungeschlagenen Willie Stewart. Im Juni 2004 gewann er zudem die Nordamerikameisterschaft der NABO gegen Tito Mendoza. Im April 2006 siegte er gegen den ehemaligen WBO-Weltmeister Otis Grant.
Nach 24 Siegen, davon 18 vorzeitig, wurde er von der WBC auf Platz 1 ihrer Weltrangliste der Herausforderer geführt und boxte am 24. März 2007 in Kopenhagen um die Weltmeistertitel der WBA und WBC. Dabei unterlag er jedoch dem ungeschlagenen dänischen Titelträger Mikkel Kessler einstimmig nach Punkten.
Durch vorzeitige Siege gegen den zweifachen IBF-Herausforderer Yusaf Mack und den späteren, zweifachen WBO-Weltmeister Robert Stieglitz, wurde er von der IBF auf Rang 1 der Weltrangliste der Herausforderer geführt. Am 24. Oktober 2008 traf er in Montreal auf den ungeschlagenen IBF-Titelträger Lucian Bute und lag dabei bis zur letzten Runde nach Punkten im Rückstand, ehe er Bute wenige Sekunden vor Kampfende schwer niederschlug. Bute wurde jedoch nicht regelkonform angezählt und erhielt nahezu 20 Sekunden Regenerationszeit, wodurch er wieder auf die Beine kam und durch das gleichzeitige Ende des Kampfes, zum Sieger erklärt wurde.
Durch einen folgenden Sieg gegen den Ukrainer Vitali Tsypko, erhielt Andrade am 28. November 2009 in Québec einen Rückkampf gegen Lucian Bute, verlor jedoch diesmal durch Knockout in der vierten Runde. Im Mai 2010 besiegte Andrade den Kanadier Éric Lucas.
Andrade stieg anschließend erst im Mai 2011 wieder in den Ring und verlor dabei überraschend gegen Aaron Pryor Junior durch Mehrheitsentscheidung nach Punkten. Nach drei weiteren Kämpfen mit zwei Siegen und einer Niederlage, beendete er seine Karriere im Juni 2013.

## Titelgewinne
- 27. August 2011: Kontinentalamerikameister der WBC
- 6. Oktober 2007: US-Meister der USBA
- 16. Dezember 2004: Lateinamerikameister der WBC
- 24. Juni 2004: Nordamerikameister der NABO
- 19. März 2004: Nordamerikameister der NABA